# Kościół św. Mikołaja w Jamach
Kościół św. Mikołaja – rzymskokatolicki kościół filialny, położony we wsi Jamy (gmina Gorzów Śląski). Świątynia należy do parafii Narodzenia św. Jana Chrzciciela w Kozłowicach w dekanacie Gorzów Śląski, diecezji opolskiej. Dnia 13 marca 1954 roku, pod numerem 79/54, świątynia została wpisana do rejestru zabytków województwa opolskiego.

## Historia kościoła

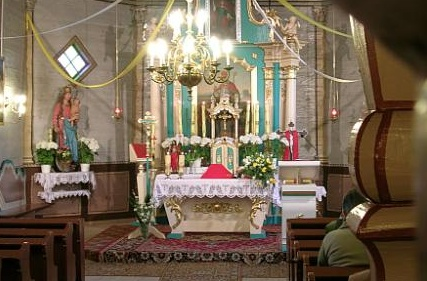
Wnętrze świątyni

Pierwsza wzmianka o kościele w Jamach pochodzi z dokumentów z 1679 roku. Kościół ten musiał ulec zniszczeniu, bowiem kolejna informacja pochodzi z 1792 roku. Mówi ona o wybudowaniu nowego, drewnianego kościółka, którego fundatorem był Karol Zygmunt von Aulock (informację tę potwierdza napis na belce tęczowej w prezbiterium). Od 1956 roku świątynia jest filią parafii Narodzenia św. Jana Chrzciciela w Kozłowicach.
Od 1986 roku, w czasie gdy proboszczem był ksiądz Alfred Skrzypczyk, pod patronatem wojewódzkiego konserwatora zabytków, rozpoczęły się prace remontowo-konserwatorskie. Wymieniono m.in. gonty na dachu kościoła, wymieniono kopułę na wieży, podmurowano kościółek, założono nową podłogę oraz instalację odgromową, odnowiono polichromię sklepienia kościoła, ścian bocznych oraz ołtarza głównego.

## Architektura i wnętrze kościoła
Kościół jest orientowany (prezbiterium skierowane jest w stronę wschodnią), drewniany o konstrukcji zrębowej z wieżą o konstrukcji słupowej. Zewnętrzne ściany kościoła są szalowane. dach jest typu dwuspadowego (siodłowego) o jednej kalenicy, pokryty gontem. Wieżę nakryta czterospadowy dach typu namiotowego, którego również pokrywa gont. Dach wieży zakończony jest z niewielkim cebulastym zwieńczeniem. W tęczy nawy belkę zdobi rzeźbiona Grupa Ukrzyżowania, pochodząca z okresu baroku. Organy kościoła zostały wybudowane przez Henryka Hobera prawdopodobnie w 2018 roku. Wnętrze kościółka zdobią również:
- późnobarokowy ołtarz,
- rokokowo-klasycystyczna ambona,
- obraz Chrystusa w Ogrójcu z początku XIX wieku,
- stacje Drogi Krzyżowej o charakterze ludowym pochodzące z około 1850 roku[2].